# Boophis fayi
Espèce
Statut de conservation UICN

 VU B1ab(iii) : Vulnérable
Boophis fayi est une espèce d'amphibiens de la famille des Mantellidae.

## Répartition et habitat
Cette espèce est endémique de Madagascar. Elle se rencontre dans les réserves de Betampona et de Makira. Elle vit dans la forêt tropicale humide de basse altitude.

## Description
Le mâle holotype mesure 33,9 mm de longueur totale. Les 5 spécimens observés lors de la description originale mesurent entre 30,7 mm et 42,0 mm de longueur totale.

## Étymologie
Cette espèce est nommée en l'honneur d'Andreas Norbert Fay, en reconnaissance de son implication dans la recherche et la protection de la biodiversité au travers de l'initiative BIOPAT.

## Publication originale
- Köhler, Glaw, Rosa, Gehring, Pabijan, Andreone & Vences, 2011 : Two new bright-eyed treefrogs of the genus Boophis from Madagascar. Salamandra, vol. 47, p. 207-221 (texte intégral).